# Ferguson Jenkins
Ferguson Arthur Jenkins, detto Fergie (Chatham, 13 dicembre 1942), è un ex giocatore di baseball canadese che ha giocato nel ruolo di lanciatore nella Major League Baseball (MLB). È stato introdotto nella National Baseball Hall of Fame nel 1991.

## Carriera

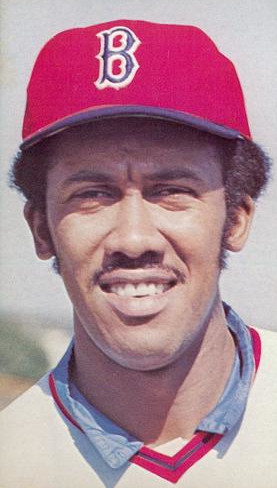
Jenkins nel 1976

Jenkins firmò con i Philadelphia Phillies nel 1962. Debuttò nella MLB a 22 anni nel 1965 come lanciatore di riserva. La'nno seguente fu scambiato con i Chicago Cubs, dove diventò uno dei migliori lanciatori della lega. Nella prima stagione completa come partente dei Cubs, nel 1967, Jenkins fece registrare 22 vittorie con una media PGL di a 2,80 e 236 strikeout, finendo secondo nelle votazioni del Cy Young Award dietro a Mike McCormick dei San Francisco Giants. Quell'anno fu anche convocato per il primo All-Star Game. L'anno seguente i suoi numeri migliorarono, vincendo 20 partite, con la media PGL che scese a 2,63 e gli strikeout che salirono a 260. Jenkins si fece una reputazione di ottimo giocatore lanciando in stadi favorevoli ai battitori come il Wrigley Field di Chicago.
La migliore stagione di Jenkins fu quella del 1971 quando vinse il Cy Young Award con un record di 24 vittorie e 13 sconfitte. Anche se Tom Seaver ebbe numeri migliori, questi giocava allo Shea Stadium, uno stadio favorevole ai lanciatori.
Nel 1972, Jenkins giocò la sesta stagione consecutiva da almeno 20 vittorie. Dopo la stagione 1973 fu scambiato con i Texas Rangers. Il manager di Texas Billy Martin fu felice dello scambio, descrivendo Jenkins come un gran lavoratore e un vincente. Nel 1974 stabilì un primato personale e di franchigia di 25 vittorie che resiste ancora oggi. In una votazione del margine ristretto, finì ancora secondo nel Cy Young Award dietro a Catfish Hunter e fu premiato come Comeback Player of the Year dell'American League.
Jenkins vinse la sua 250ª partita contro gli Oakland Athletics il 23 maggio 1980. Si ritirò dopo la stagione 1983 in cui, come la precedente, aveva fatto ritorno ai Cubs.

## Palmarès
- MLB All-Star: 3

1967, 1971, 1972
- Cy Young Award: 1

1971
- Leader della National League in vittorie: 2

1971, 1974
- Leader della National League in strikeout: 1

1969
- Numero 31 ritirato dai Chicago Cubs